# Leptomyrina phidias
Leptomyrina phidias är en fjärilsart som beskrevs av Fabricius 1793. Leptomyrina phidias ingår i släktet Leptomyrina och familjen juvelvingar. Inga underarter finns listade i Catalogue of Life.

## Bildgalleri

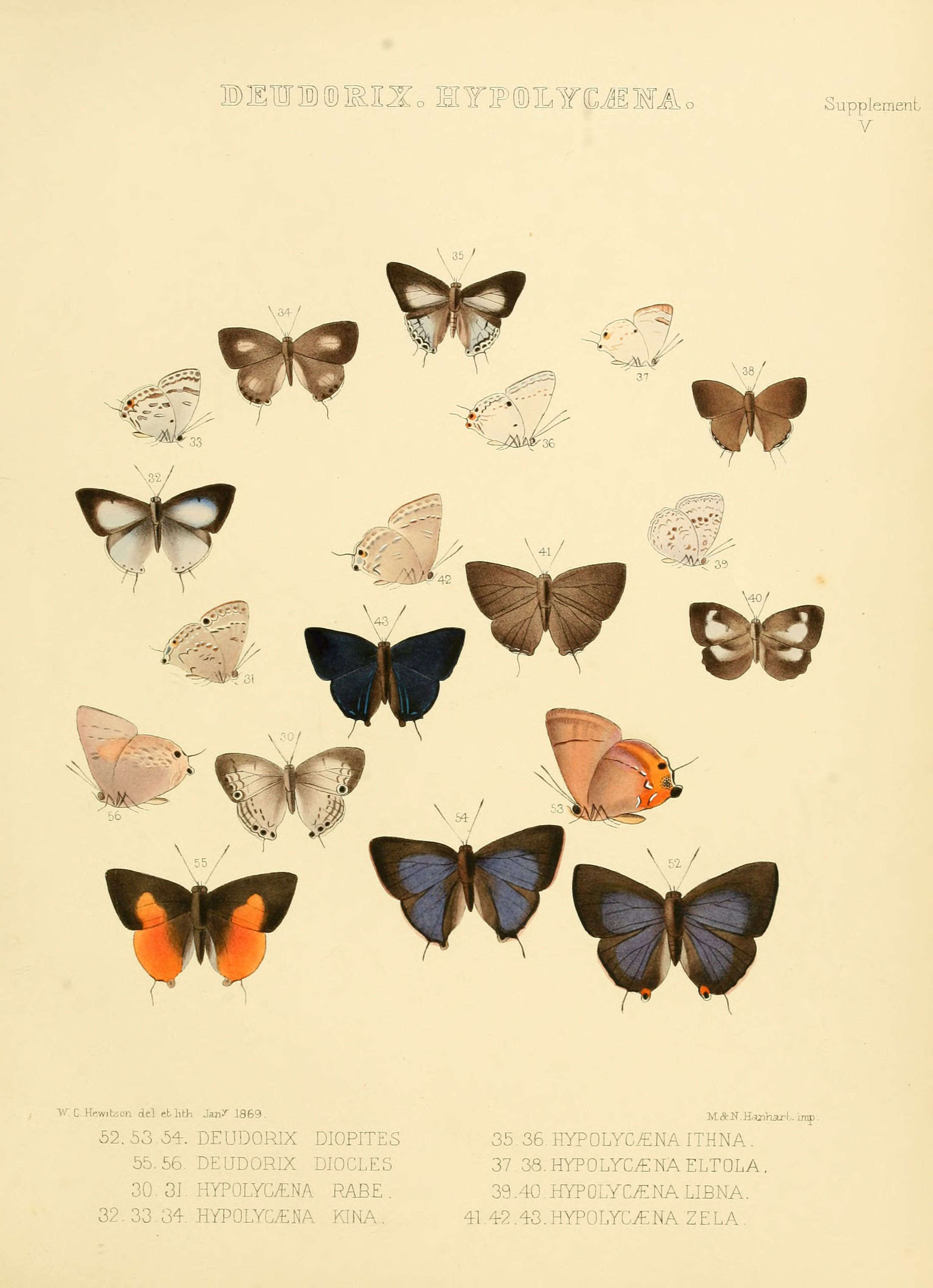
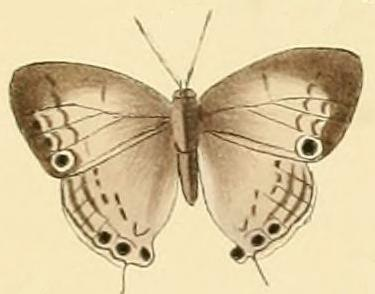